# Vietnam Railway Corporation
Vietnam Railway Corporation (Đường sắt Việt Nam, Вьетнамская железнодорожная корпорация) — государственный оператор железных дорог Вьетнама. Кроме железнодорожных путей управляет вокзалами, станциями и сетью привокзальных гостиниц и кафе. Vietnam Railway Corporation входит в число десяти крупнейших компаний страны. Главный маршрут компании — 1600-километровый одноколейный путь между севером и югом Вьетнама, построенный французами в конце XIX века (соединяет крупнейшие города страны — Ханой и Хошимин). Другой важной магистралью является линия, связывающая Ханой с китайской границей. 
В ноябре 2014 года Vietnam Railway Corporation совместно с FPT Group внедрила систему продажи электронных билетов.   

## Подвижной состав
Vietnam Railway Corporation эксплуатирует старые чехословацкие, советские и китайские дизельные локомотивы. Преобладают китайские локомотивы серии D19E, советские локомотивы серии ТУ7 и чехословацкие локомотивы серии D12E. Также имеется несколько локомотивов D20E производства компании Siemens, китайских DFH21 и индийских D13E.

## Линии и станции
Основными линиями Vietnam Railway Corporation являются Ханой — Хошимин, Ханой — Лаокай, Ханой — Куанчье (севернее города Тхайнгуен), Ханой — Донгданг (провинция Лангшон), Ханой — Хайфон, Кеп (Бакзянг) — Уонгби и Ханой — Тхайнгуен. Наиболее оживлённые вокзалы расположены в Ханое, Хошимине, Хайфоне, Дананге, Далате и Куангнгае.

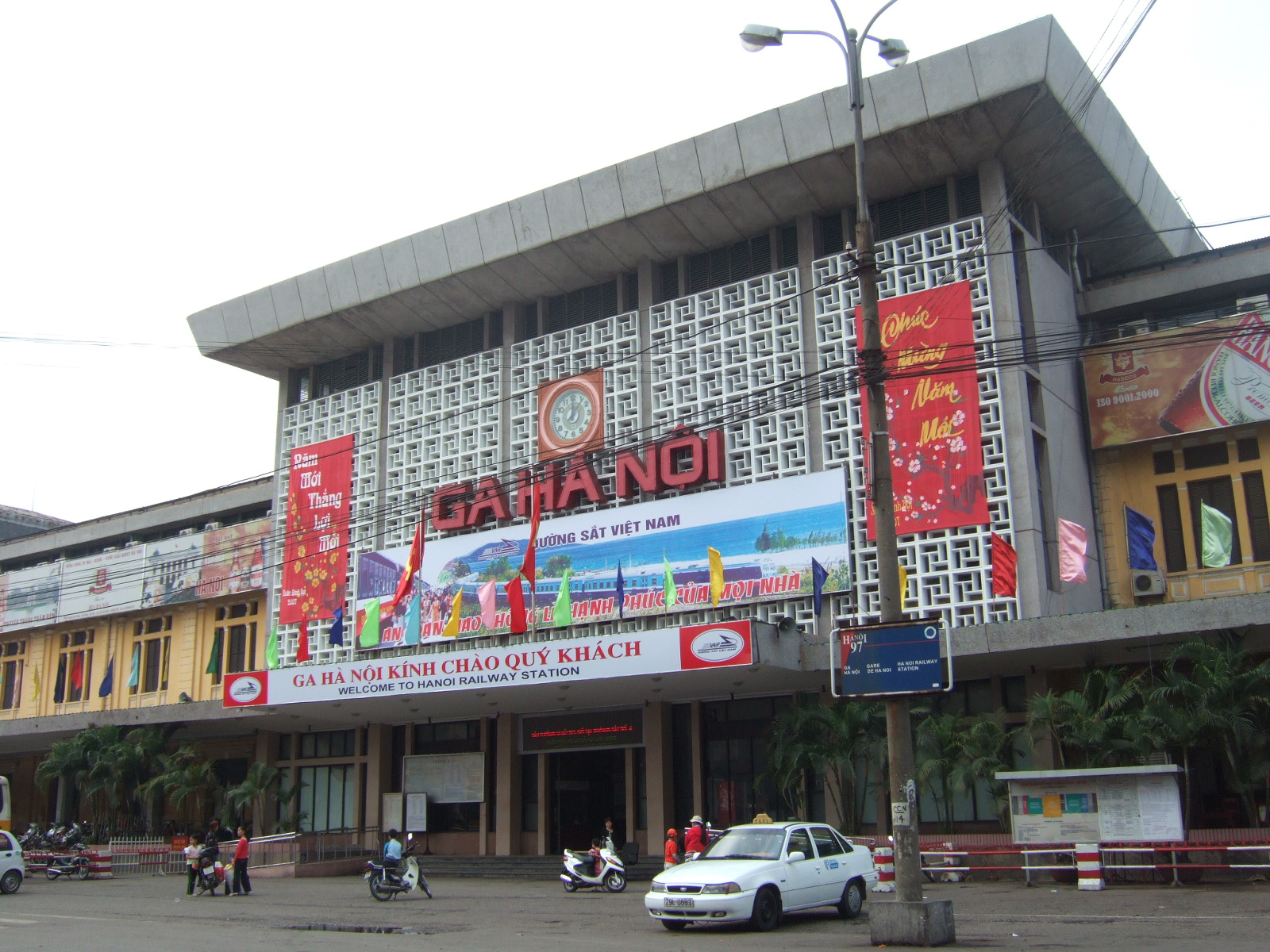
Ханой
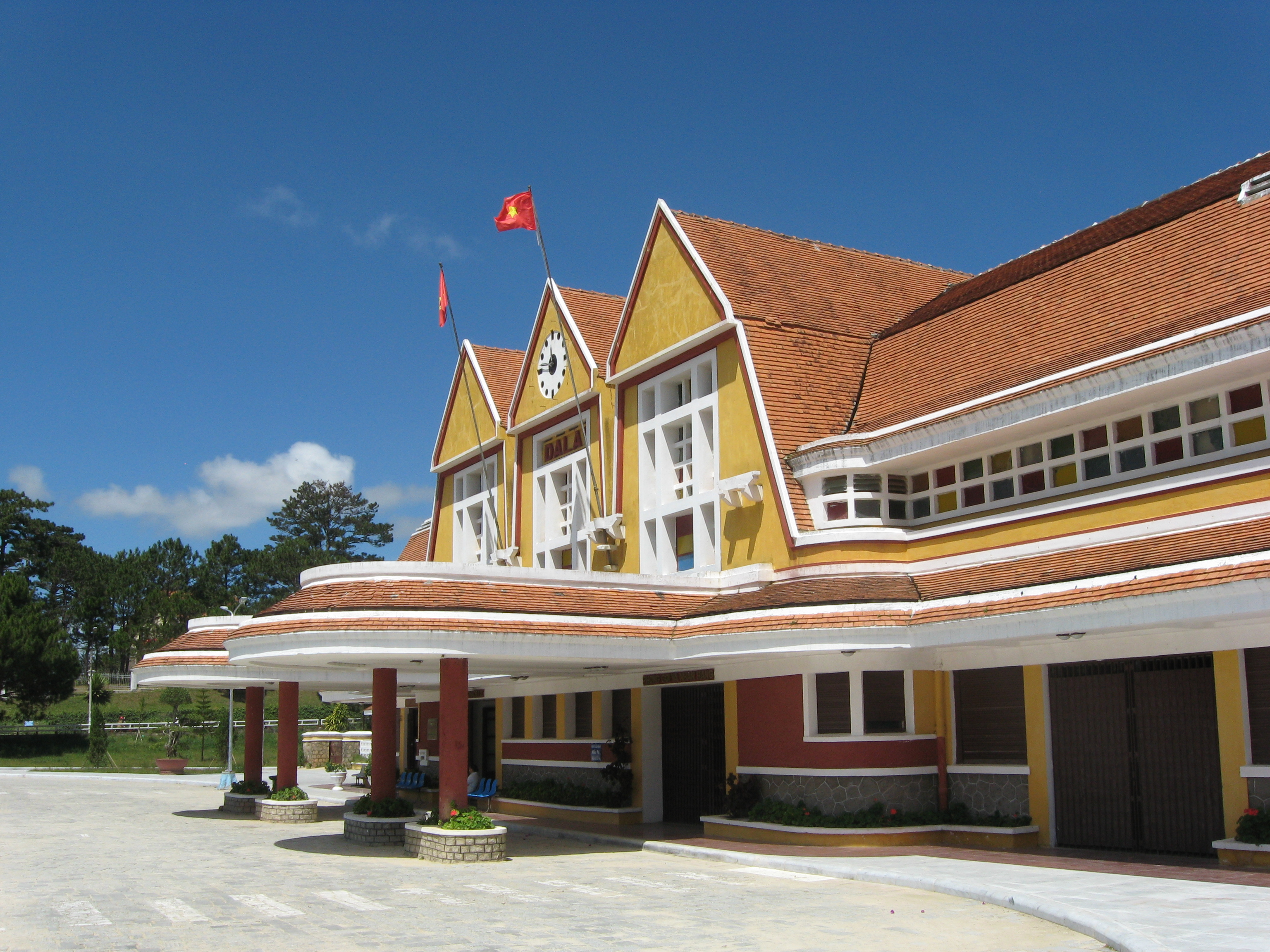
Далат
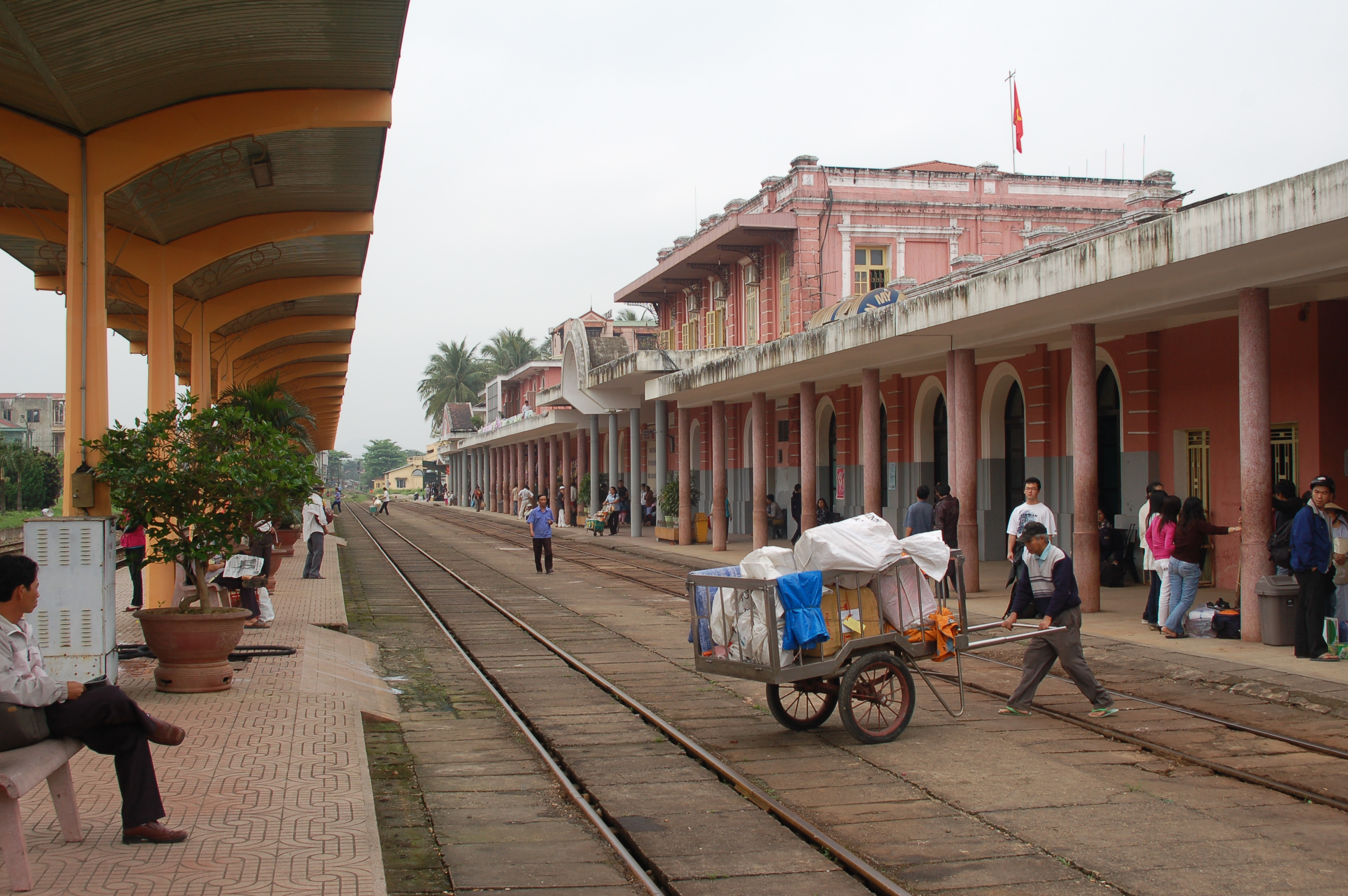
Хюэ
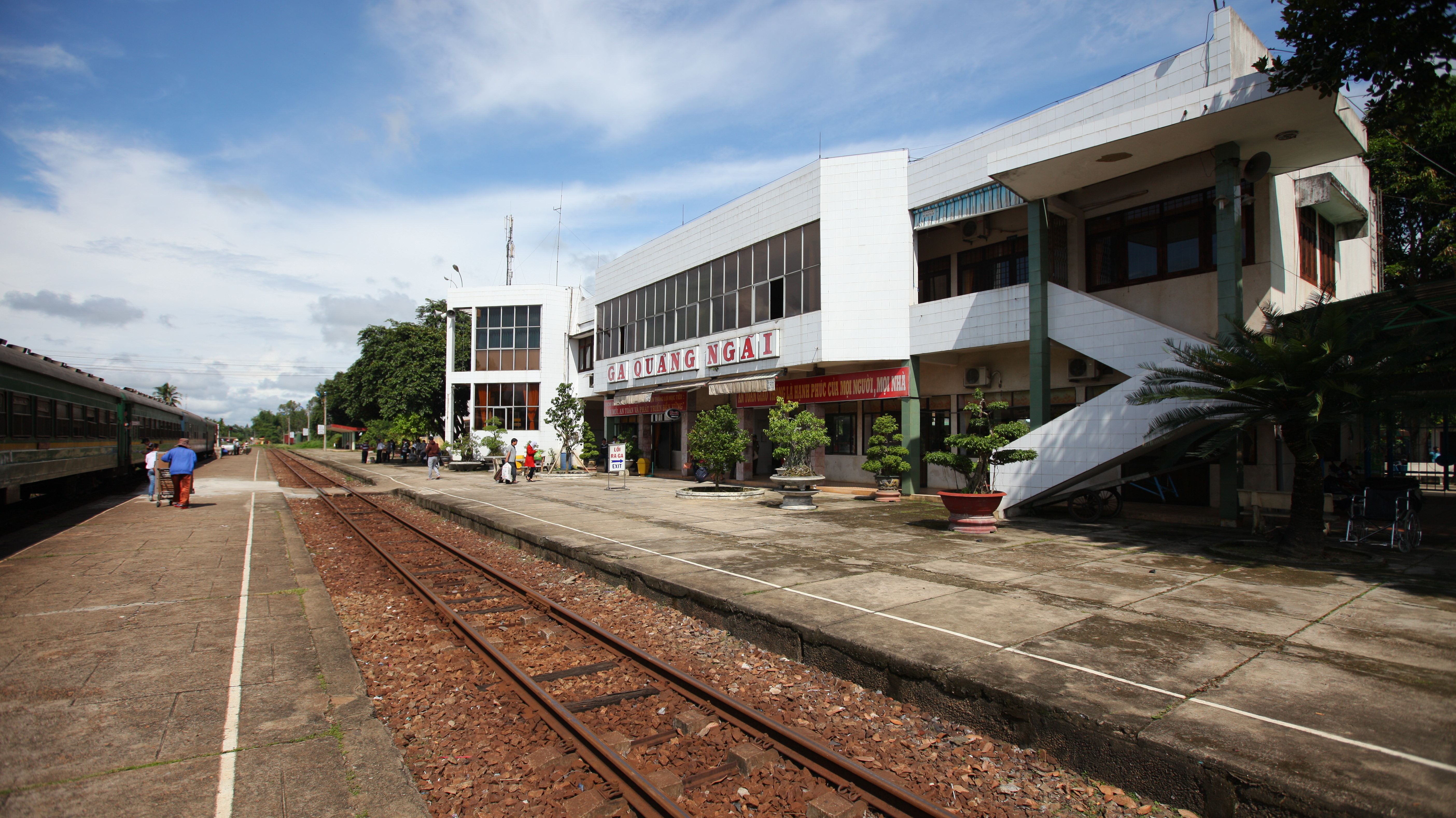
Куангнгай
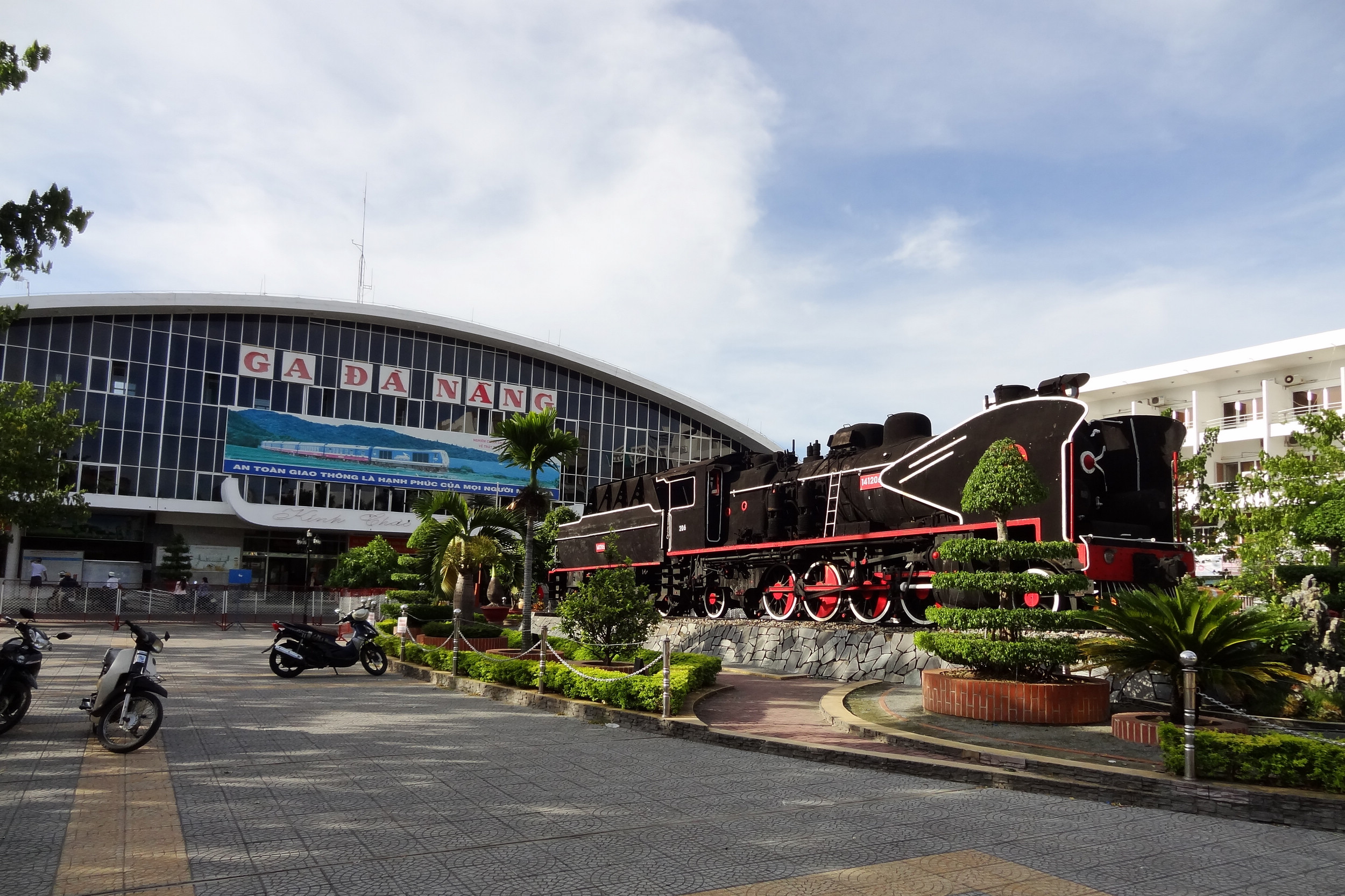
Дананг
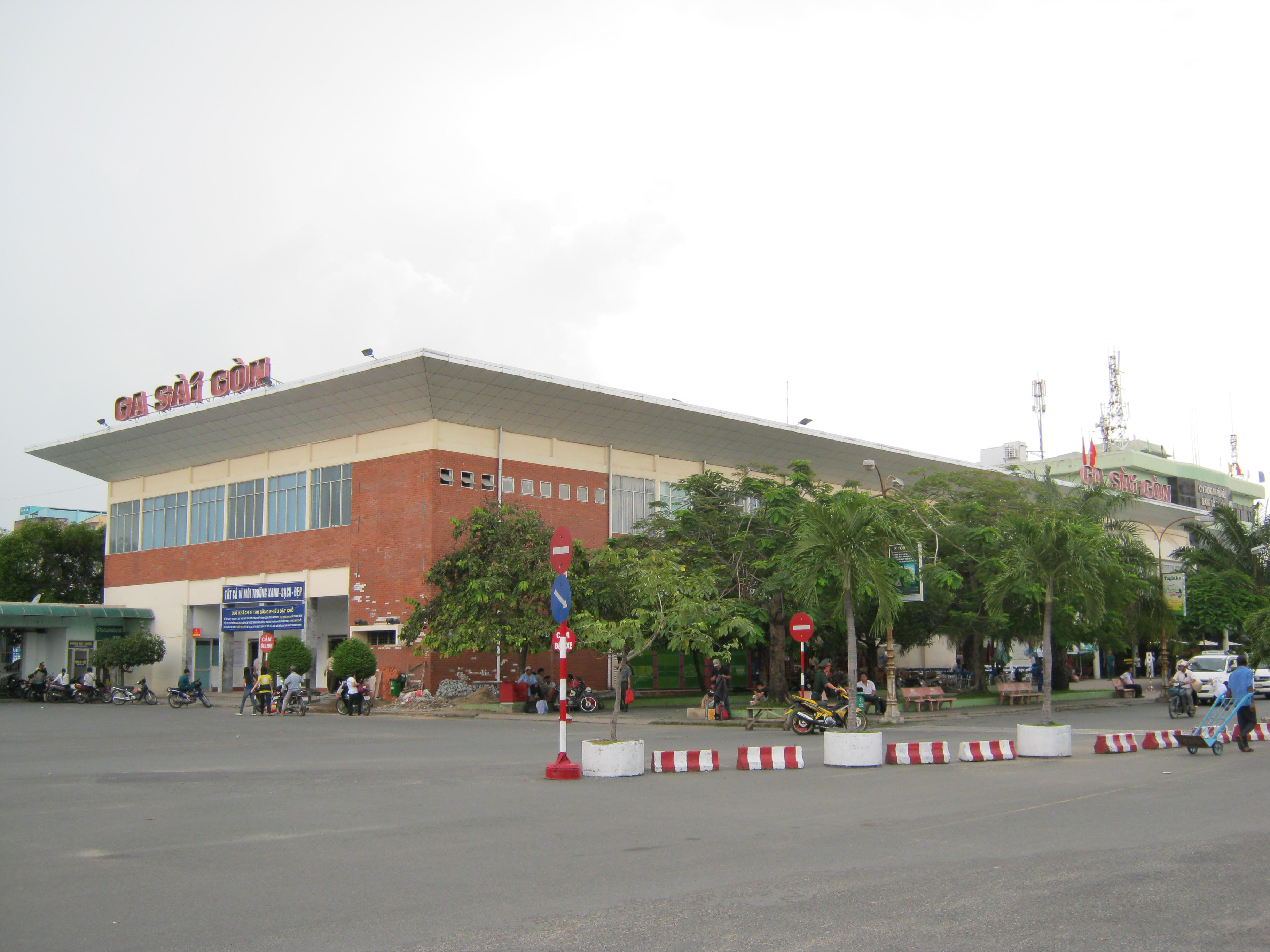
Хошимин

## Проекты
В 2008 году началось возведение городского метро Хошимина (Ho Chi Minh City Metro), в 2011 году — наземного метро Ханоя. Среди долгосрочных проектов — строительство новых линий Хошимин — Ханой и Биньфыок — Пномпень. В планы правительства входит привлечение иностранных и частных вьетнамских инвестиций в проекты Vietnam Railway Corporation (ремонт и расширение станций, строительство складов, логистических комплексов, подъездных путей, водной и энергетической инфраструктуры).

## Реструктуризация
Согласно плану реструктуризации Vietnam Railway Corporation в 2014—2015 годах Министерство транспорта выделило в отдельные компании железнодорожный транспорт Ханоя и Хошимина — Hanoi Railway Passenger Transport Company и Saigon Passenger Railway Transportation (наиболее прибыльные сектора VNR). На втором этапе были выделены оператор локомотивов Di An Train Limited и завод железнодорожной техники Gia Lam Train Company в Ханое, к которому был присоединён завод Railway Rubber Enterprise. На третьем этапе в отдельные компании были оформлены служба пути, службы мостов и тоннелей, строительно-ремонтные подразделения, информационные и сигнальные службы.
В ходе реструктуризации Vietnam Railway Corporation продала акции в непрофильных активах (горнодобывающая промышленность, строительство, туризм) и уменьшила свою долю в ряде аффилированных компаний. В планах правительства вывести материнскую компанию Vietnam Railway Corporation и её дочерние структуры на первичное публичное предложение. 

### Структура
- Vietnam Railway Corporation
  - Hanoi Railway Passenger Transport Company
  - Saigon Passenger Railway Transportation
  - Di An Train Limited
  - Gia Lam Train Company
    - Railway Rubber Enterprise

  - Vietnam Railway Transportation Service Company
  - Transport Investment and Construction Consultant Company
  - Railway Construction Corporation
  - Investment and Construction Company № 3
  - Investment and Construction Company № 6

## Критика
Несмотря на своё монопольное положение, Vietnam Railway Corporation отличается убыточностью, неэффективным управлением, низким качеством услуг и нерыночными методами ценообразования на свои услуги. На железные дороги Вьетнама приходится около 0,5 % пассажиропотока, 1 % грузоперевозок страны, 2,2 % транспортного рынка и 1,2 % сектора логистики Вьетнама. Железнодорожная сеть отличается плохим состоянием и отсутствием капитальных инвестиций на ремонт и расширение. Длительная поездка между Ханоем и Хошимином из-за плохого сервиса отпугивает часть пассажиров, хотя этой линией и пользуются туристы, следующие в Хюэ, Хойан или Нячанг (в последнее время на рынке внутренних пассажирских перевозок всё большую конкуренцию Vietnam Railway Corporation составляют авиакомпании).
Большой урон железнодорожной инфраструктуре нанесли Вьетнамская война и Китайско-вьетнамская война, во многих местах произведён лишь временный ремонт. Центр страны подвержен частым наводнениям, что приводит к разрушению мостов и тоннелей, и как следствие — к длительной остановке движения на единственной линии север — юг. Среди чиновников Vietnam Railway Corporation нередки случаи коррупции и взяточничества. Для повышения квалификации персонала руководство Vietnam Railway Corporation посылает учиться сотрудников за рубеж и внедряет курсы обучения иностранным языкам. 

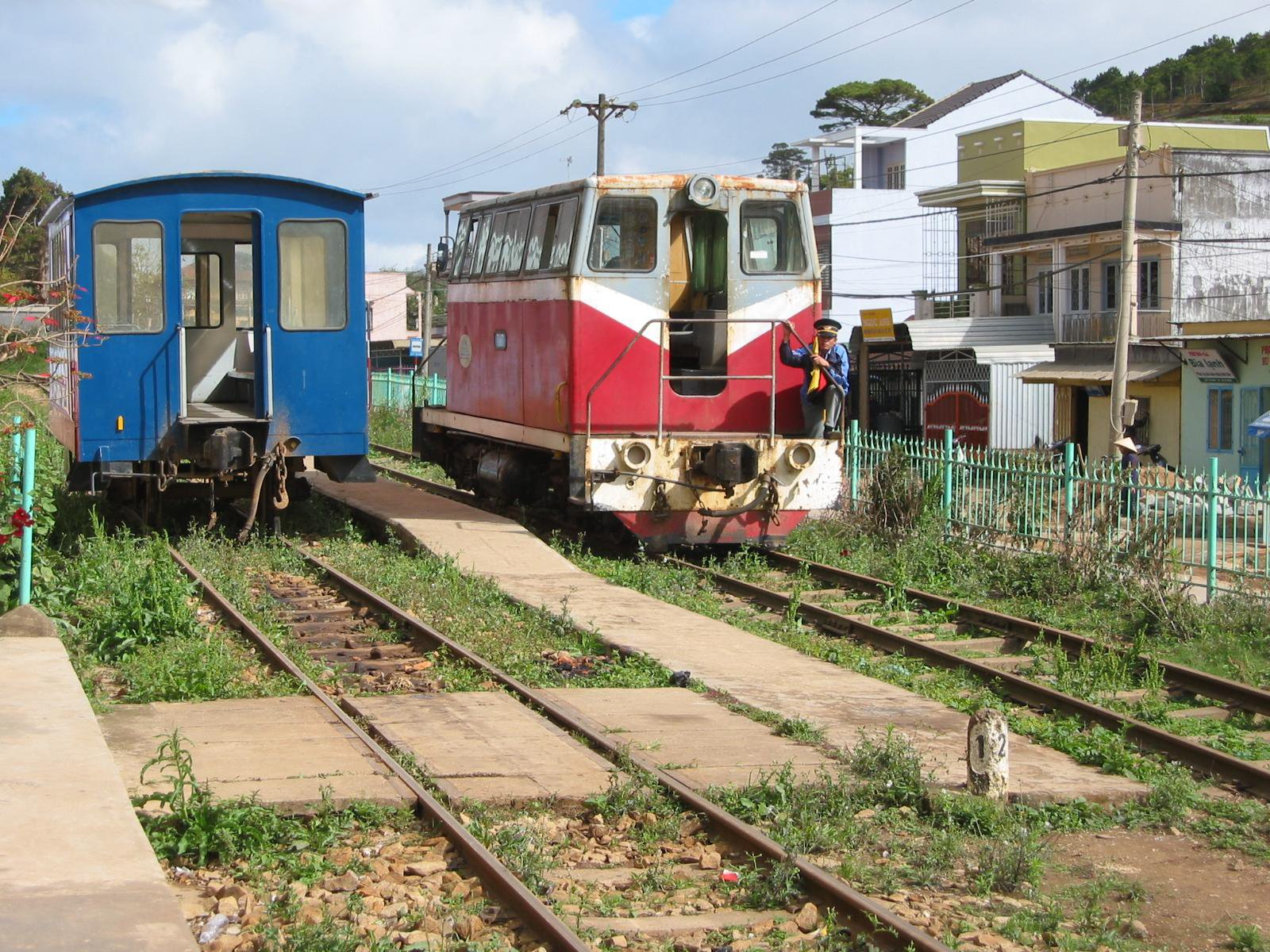
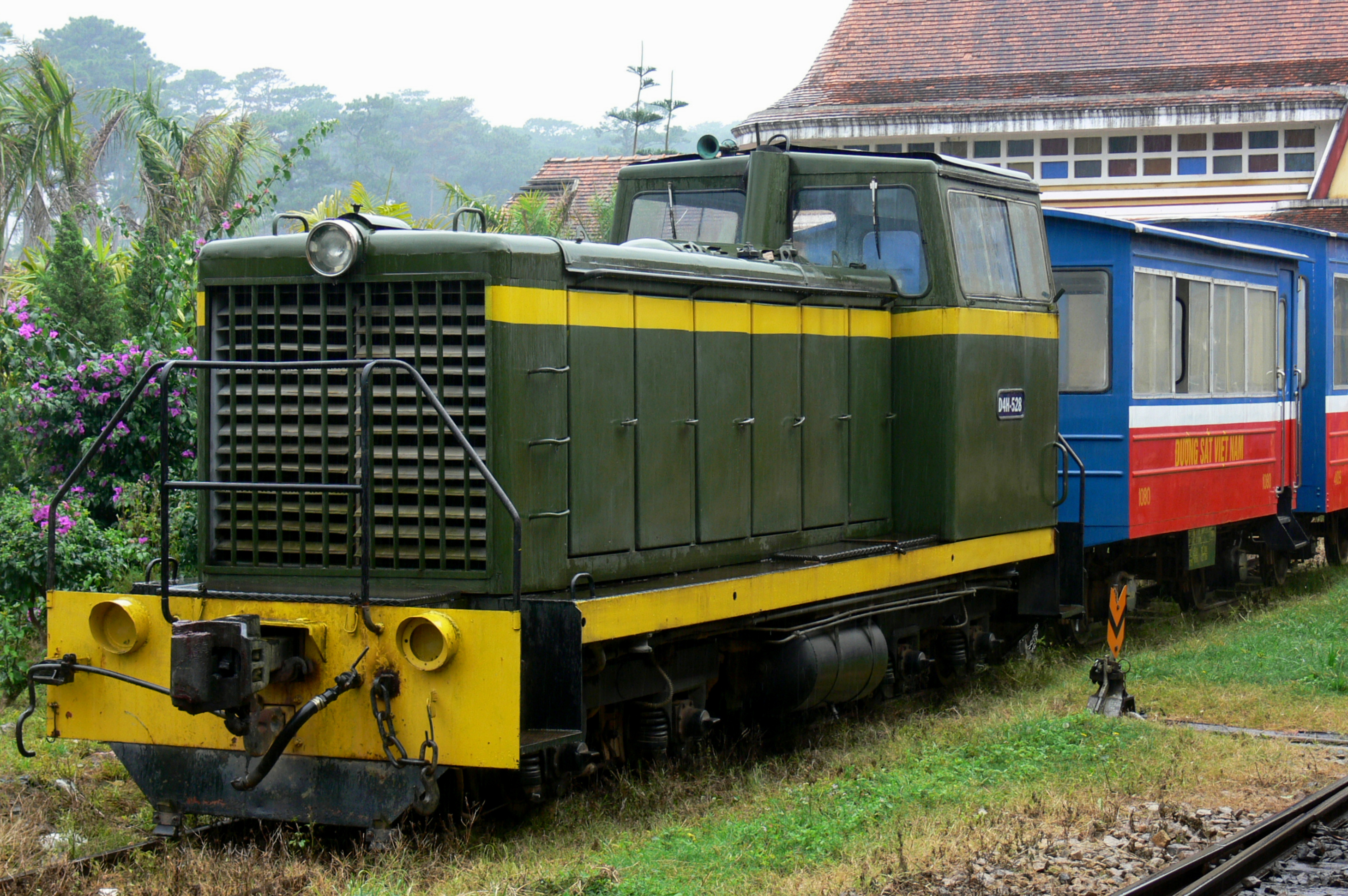
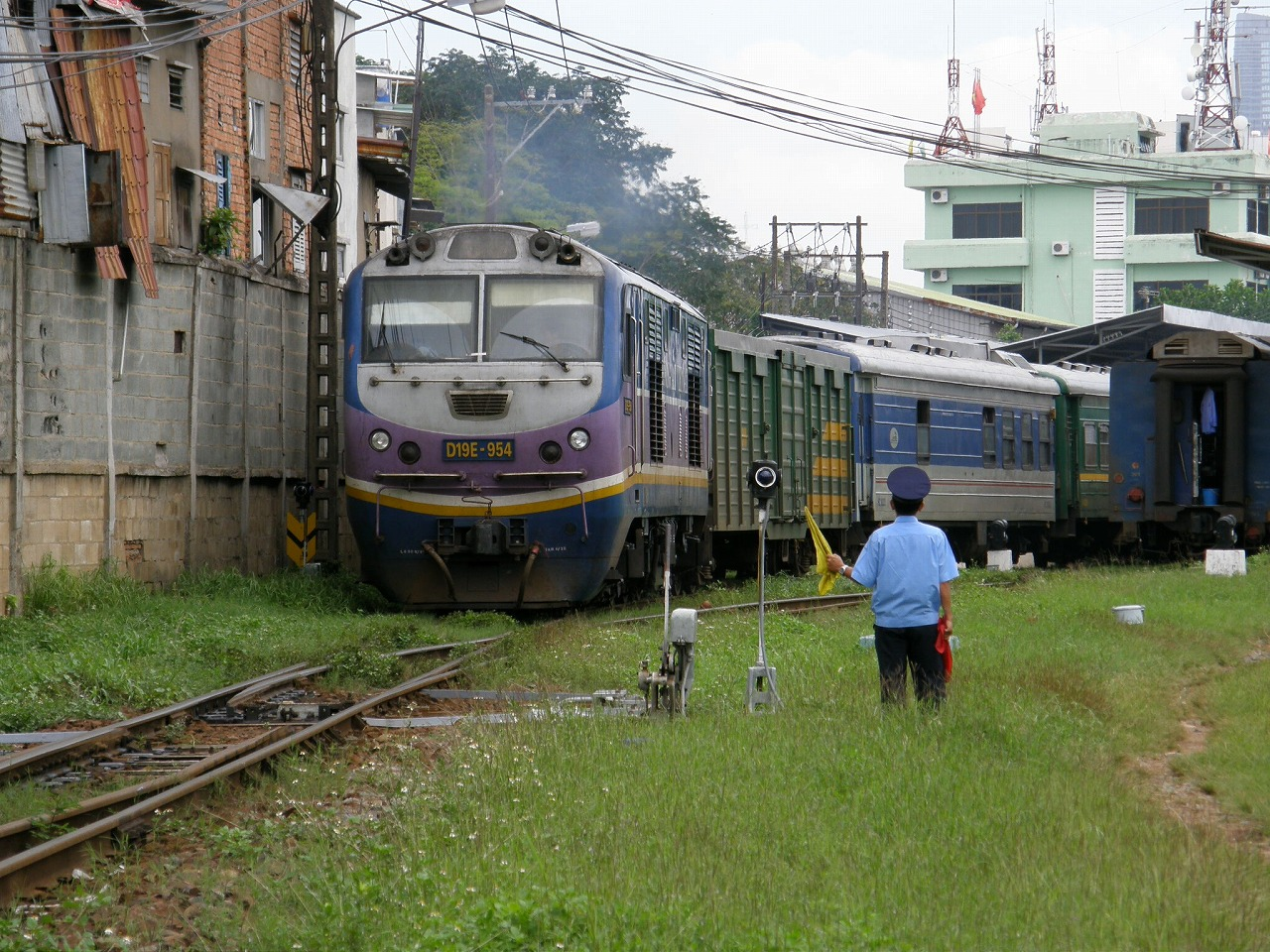
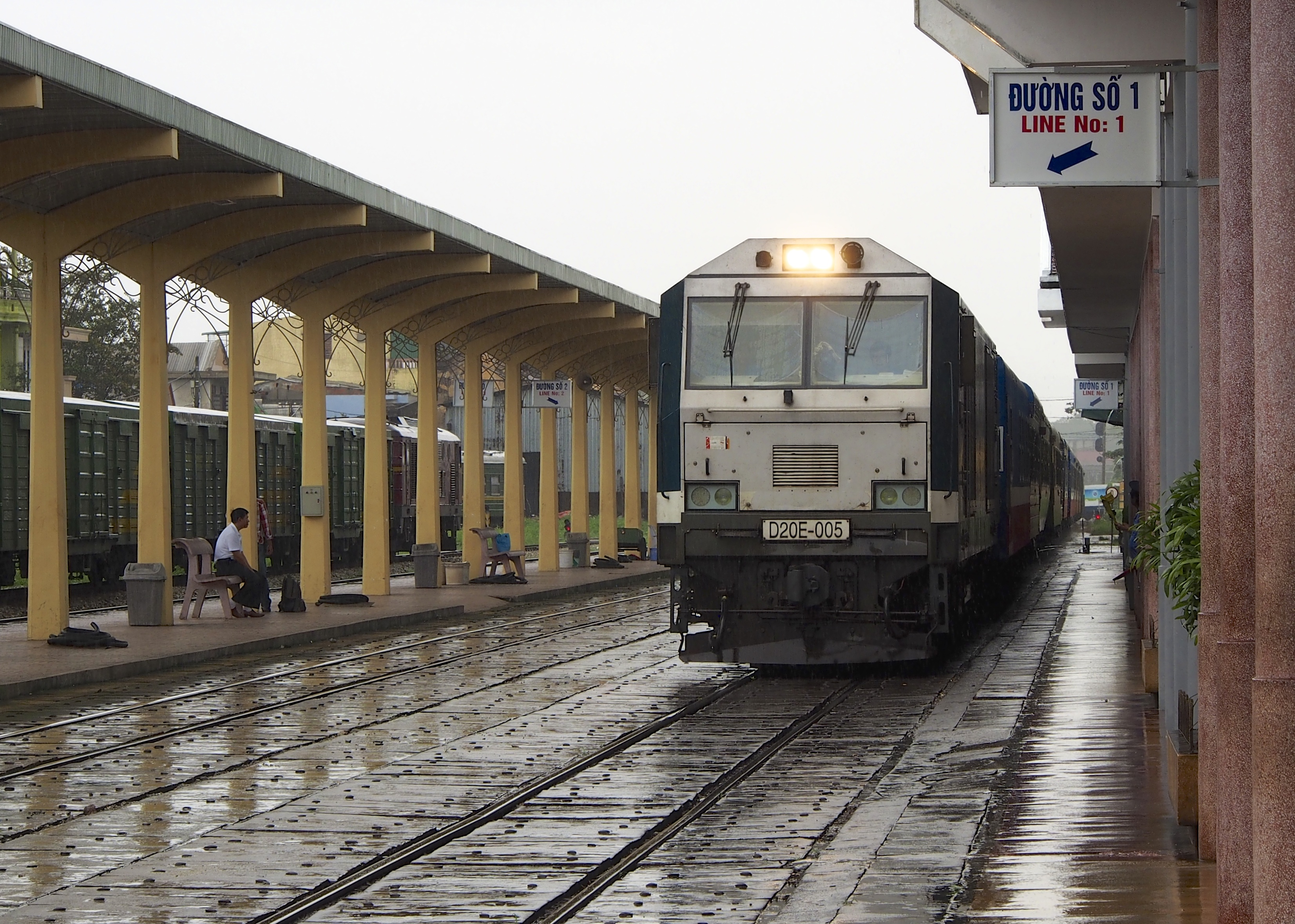
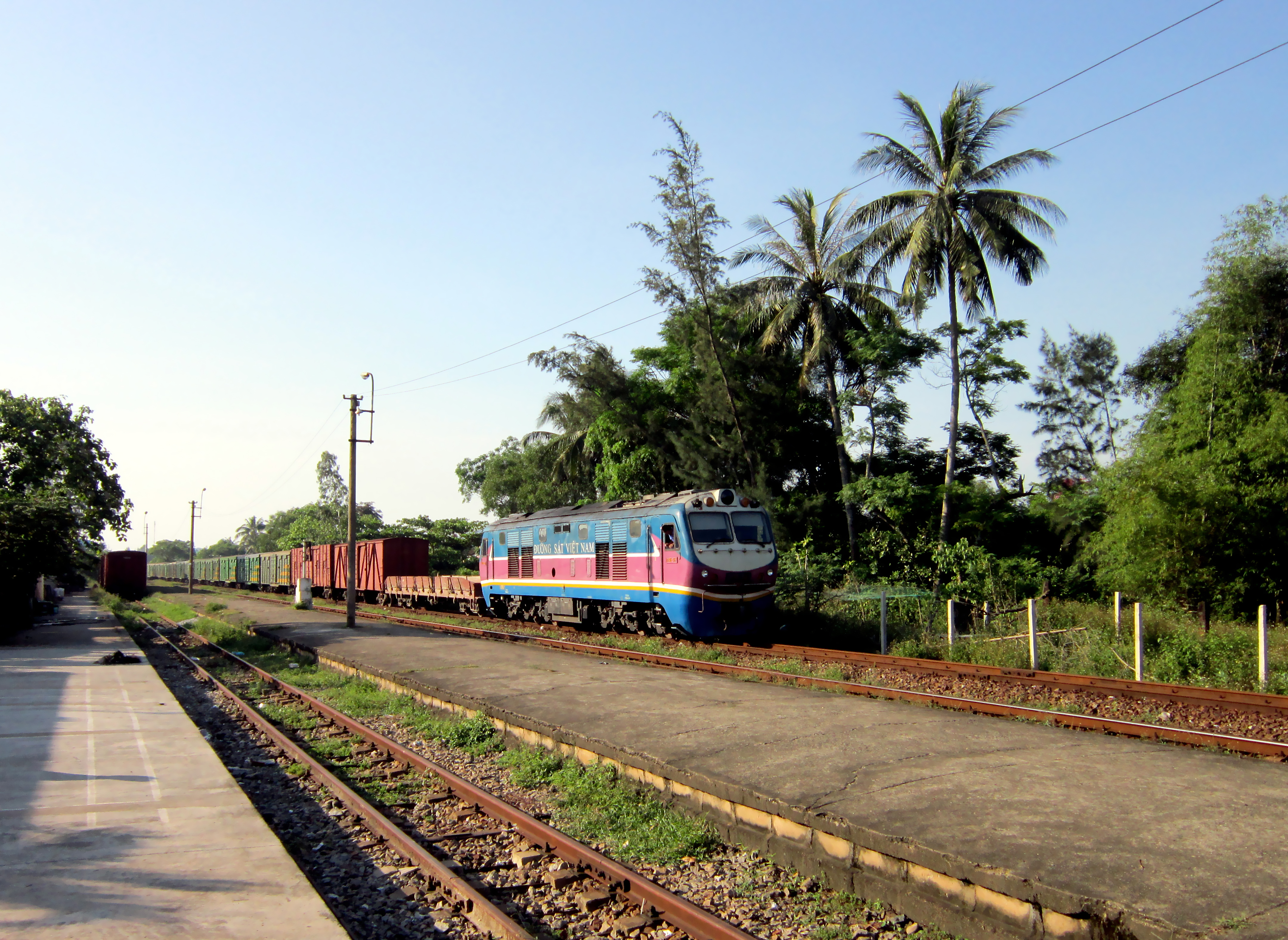